# Mademoiselle Juliette
Mademoiselle Juliette to pierwszy singel z płyty francuskiej wokalistki Alizée Psychédélices, którego radiowa premiera nastąpiła pod koniec września 2007 roku. Teledysk został wyemitowany miesiąc później.

## Lista utworów
Maxi CD Digipack
1. Mademoiselle Juliette (
2. Version) 3:05
3. Mademoiselle Juliette (Datsu Remix Edit) 3:22
4. Mademoiselle Juliette (Abz Remix) 3:07
5. Mademoiselle Juliette (Potch & Easyjay Remix) 3:06
6. Mademoiselle Juliette (Shazo Remix) 4:20
7. Mademoiselle Juliette (Deefire 2 Remix) 3:05
8. Mademoiselle Juliette (Datsu Remix Extended) 4:48
9. Mademoiselle Juliette (Push Up Plump DJs Remix) 7:24
10. Mademoiselle Juliette (Alber Kam Extended) 7:03

## Klasyfikacja
| Państwo                                            | Pozycja |
| -------------------------------------------------- | ------- |
| France Top 100 Singles                             | 22      |
| France Top Download Singles                        | 13      |
| European Hot 100 Singles                           | 77      |
| México Top 100 Singles Chart                       | 49      |
| Russia Top 100 Airplay Chart                       | 44      |
| Uruguay Hot 100                                    | 24      |
| Uruguay Hot 30                                     | 22      |
| Polska: Top Tygodnia (4fun tv. Z dnia: 16.03.2008) | 9       |
| Polska: Top Tygodnia (4fun tv. Z dnia: 23.03.2008) | 9       |
| Polska: Top Tygodnia (4fun tv. Z dnia: 30.03.2008) | 5       |
| Polska: Top Tygodnia (4fun tv. Z dnia: 16.04.2008) | 5       |